# Kanadai Képviselőház
A Kanadai Képviselőház (angolul House of Commons, franciául Chambre des communes) a Kanadai Parlament egyik eleme az uralkodó (akit a főkormányzó képvisel) és a Szenátus mellett. Bár a választási körzetek felosztása a tartományokon belül nem teljesen arányos – a  Constitution Act (Törvény az alkotmányról) nem követel meg a tartományokon belül egyenlő méretű körzeteket – és ennél nagyobb aránytalanságok is fellelhetőek a tartományok között, a Képviselőház egy demokratikusan választott testület, melynek jelenleg 308 tagja van. A képviselőket korlátozott időre választják, hivatalukat addig viselik, amíg a Parlamentet fel nem oszlatják, akár öt évvel az előző választás után, de a történelmi gyakorlat szerint négy vagy kevesebb évig. Mindegyik képviselőt egy adott választókerület választ meg és ezt is képviseli, a kerületek bizalmas elnevezése riding.
A Képviselőházat 1867-ben alapították, amikor a British North America Act 1867 (1867-es törvény Brit Észak-Amerikáról) létrehozta Kanada Domíniumot, és a Brit Képviselőházról mintázták. A parlamentet alkotó két ház közül az „alsóbb” a Képviselőház, amely a gyakorlatban több hatalommal bír, mint a felsőház, a Szenátus. Ugyan mindkét ház beleegyezése szükséges a törvényhozáshoz, a Szenátus ritkán utasít el a Képviselőház által elfogadott törvényjavaslatot (igaz, alkalmanként módosítja a javaslatokat). Továbbá, Kanada kormánya kizárólag a Képviselőháznak felelős a felelős kormányzat egy rendszerén keresztül. A miniszterelnök kizárólag addig marad hivatalban, amíg rendelkezik az alsóház bizalmával.
A kanadai Képviselőház ülésterme a parlamenti épületek Centre Block nevű középső épületében található az ottawai Parliament Hillen.

## Fordítás
- Ez a szócikk részben vagy egészben  a   Canadian House of Commons című angol Wikipédia-szócikk ezen változatának fordításán alapul.  Az eredeti cikk szerkesztőit annak laptörténete sorolja fel. Ez a jelzés csupán a megfogalmazás eredetét és a szerzői jogokat jelzi, nem szolgál a cikkben szereplő információk forrásmegjelöléseként.